# 漁樵問答
《漁樵問答》，古琴曲，又名為〈漁樵〉、〈金門待漏〉、〈金門待詔〉。最早見於《杏莊太音續譜》。今有多個演奏版本，其中以吳景略依《琴學入門》打譜的版本最為常見。

## 收錄琴譜
《杏莊太音續譜》、《重修真傳琴譜》、《玉梧琴譜》、《琴書大全》、《楊掄太古遺音》、《琴譜諧聲》、《琴學入門》、《枯木禪琴譜》、《琴學叢書》等三十多部明清琴譜。

## 解題
《杏莊太音續譜》：「唐人云：『漢家事業空流水，魏國山河半夕陽。』古琴興廢有若反掌，青山綠水則固無恙，千載得失是非，盡付之漁樵一話而已。」

## 演奏版本
- 《琴學入門》，吳景略打譜，吳景略因擅彈此曲而被稱為「吳漁樵」[4]

- 《琴學叢書》，有關仲航的錄音[4]
- 黃勉之傳譜，樂瑛演奏[5]
- 汪建侯、夏一峰傳譜，梅曰強演奏[6]
- 《楊掄太古遺音》，查阜西打譜並彈唱[7]

## 外部連結
- YouTube上的〈漁樵問答〉，吳景略演奏，《琴學入門》本，收錄於《中國音樂大全‧古琴卷》
- YouTube上的〈漁樵問答〉，關仲航演奏，《琴學叢書》本，收錄於《中國音樂大全‧古琴卷》
- YouTube上的〈漁樵問答〉，楊春薇演奏，《琴學入門》本，收錄於《煦風》
- YouTube上的〈漁樵問答〉，林友仁演奏，《琴學入門》本，收錄於《雪夜聞鐘》